# Cúp bóng đá Botswana
Cúp bóng đá Botswana (Coca-Cola Cup vì lý do tài trợ) là giải đấu cúp bóng đá quốc gia của Botswana, bắt đầu từ năm 1968.
Giải từng có tên gọi là Lions Cup.

## Đội vô địch
- 1968: Gaborone United
- 1969: Không rõ
- 1970: Gaborone United
- 1971-77: Không rõ
- 1978: Notwane (Gaborone)
- 1979: Township Rollers (Gaborone)
- 1980-82: Không rõ
- 1983: Police FC (Gaborone) 3-2 Mochudi Centre Chiefs (Mochudi)
- 1984: Gaborone United
- 1985: Gaborone United
- 1986: Nico United (Selibe-Pikwe)
- 1987: Nico United
- 1988: Extension Gunners (Lobatse)
- 1989: Botswana Defence Force XI (Gaborone)
- 1990: Gaborone United
- 1991: TASC (Francistown) 3-2 Botswana Defence Force XI (Gaborone)
- 1991: Mochudi Centre Chiefs (Mochudi) (3) bt (2) LCS Gunners
- 1992: Extension Gunners (Lobatse) 2-1 TAFIC (Francistown)
- 1993: Township Rollers (Gaborone) 4-1 Gaborone United
- 1994: Township Rollers (Gaborone) 2-0 Extension Gunners (Lobatse)
- 1995: Notwane PG (Gaborone) 2-0 Mokgosi Young Fighters (Ramotswa)
- 1996: Township Rollers (Gaborone) 2-0 Botswana Meat Commission FC (Lobatse)
- 1997: Notwane PG (Gaborone) 2-0 Mokgosi Young Fighters (Ramotswa)
- 1998: Botswana Defence Force XI (Gaborone) 1-0 Jwaneng Comets
- 1999: Mogoditshane Fighters 3-0 FC Satmos (Selibe-hikwe)
- 2000: Mogoditshane Fighters 1-1 Gaborone United (h.p., 5-4 ph.đ.)
- 2001: TASC (Francistown) 2-0 Extension Gunners (Lobatse)
- 2002: TAFIC (Francistown) 0-0 TASC (Francistown) (h.p., 6-5 ph.đ.)
- 2003: Mogoditshane Fighters 1-0 Township Rollers (Gaborone)
- 2004: Botswana Defence Force XI (Gaborone) 2-1 Mogoditshane Fighters
- 2005: Township Rollers (Gaborone) 3-1 Botswana Defence Force XI (Gaborone) (h.p.)
- 2006: Notwane 2-1 Botswana Defence Force XI
- 2007: Botswana Meat Commission FC (Lobatse) 1-1 ECCO City Greens (h.p., 6-5 ph.đ.)
- 2008: Mochudi Centre Chiefs (Mochudi) 5-2 Uniao Flamengo Santos (Gabane)
- 2009: Uniao Flamengo Santos (Gabane) 1-1 Botswana Defence Force XI (h.p., 4-2 ph.đ.)
- 2010: Township Rollers (Gaborone) 3-1 Mochudi Centre Chiefs
- 2011: Extension Gunners (Lobatse) 3-1 Motlakase Power Dynamos (Palapye)
- 2012: Gaborone United 0-0 Mochudi Centre Chiefs (h.p., 4-2 ph.đ.)
- 2013: Không thi đấu[1]

### Thành tích theo câu lạc bộ
| Số danh hiệu | Câu lạc bộ                                                        |
| ------------ | ----------------------------------------------------------------- |
| 6            | Township Rollers Gaborone United                                  |
| 4            | Notwane                                                           |
| 3            | Botswana Defence Force XI Mogoditshane Fighters Extension Gunners |
| 2            | TASC Mochudi Centre Chiefs                                        |
| 1            | Uniao Flamengo Santos TAFIC Police FC Botswana Meat Commission FC |